# Chyptodes albosuturalis
Chyptodes albosuturalis là một loài bọ cánh cứng trong họ Cerambycidae.